# Big Time Rush (zespół muzyczny)
Big Time Rush (BTR) – amerykański boys band utworzony w 2009. W jego skład wchodzą: Kendall Schmidt, Logan Henderson, James Maslow i Carlos Pena Jr., którzy zagrali główne role w serialu Nickelodeon Big Time Rush (2009). W pilotażowym odcinku zaprezentowany był ich debiutancki singiel promocyjny – „Big Time Rush”.
Na początku kariery występowali jako support na koncertach Justina Biebera. Następnie wyruszyli we własną trasę, angażując jako support brytyjski boys band One Direction. Od tego czasu odbyli jeszcze pięć tras koncertowych: Big Time Rush in Concert (2010), Better With U Tour (2011), Big Time Summer Tour (2012), Big Time Summer Break Tour (2013), Big Time Rush Live World Tour (2014). Wydali trzy albumy studyjne: B.T.R. (2010), Elevate (2011) i 24/seven (2013). W 2012 zdobyli statuetkę Nickelodeon Kids’ Choice Awards dla najlepszego zespołu. 
W 2014 zakończyli współpracę, skupiając się na solowych projektach. 19 lipca 2021 ogłosili powrót zespołu oraz nowe piosenki i trasę koncertową, która obejmowała występy 15 i 18 grudnia 2021 w Chicago i w Nowym Jorku.
13 grudnia 2021 opublikowali singiel „Call It Like I See It”. 21 lutego 2022 ogłosili w programie Good Morning America, że przez cały 2022 rok będą organizowali trasę koncertową. Cztery dni później wydali singiel „Not Giving You Up”. 2 czerwca 2023 premierę miał ich album pt. Another Life.

## Dyskografia
Albumy studyjne
- BTR (2010)
- Elevate (2011)
- 24/seven (2013)
- Another Life (2023)

## Filmografia
- Big Time Rush – główne role
- Big Time Rush w akcji – główne role
- Hand aufs Herz – gościnnie
- Marvin Marvin – gościnnie